# Kozjane
Kozjane – wieś w Słowenii, w gminie Divača. W 2018 roku liczyła 16 mieszkańców.